# Vaccin contre l'encéphalite à tiques
Le vaccin contre l'encéphalite à tiques est un vaccin utilisé pour prévenir  l'encéphalite transmise par les tiques (ETM). 

## Usage médical
La maladie est plus fréquente en Europe centrale et orientale et en Asie du Nord. Plus de 87 % des personnes qui reçoivent le vaccin développent une immunité; il n'est pas utile à la suite de la piqûre d'une tique infectée. Il est administré par injection dans un muscle .
L'Organisation mondiale de la santé (OMS) recommande de vacciner toutes les personnes dans les zones où la maladie est courante, sinon, le vaccin n'est recommandé que pour les personnes à haut risque. Trois doses sont recommandées suivies de doses supplémentaires tous les trois à cinq ans. Les vaccins peuvent être utilisés chez les personnes de plus d'un ou trois ans selon la formulation. Le vaccin semble être sûr pendant la grossesse .

## Effets secondaires
Les effets secondaires graves sont rares ; l'agitation est un effet secondaire rare chez les enfants. Les effets secondaires mineurs peuvent inclure de la fièvre, ainsi que des rougeurs et des douleurs au site d'injection. Les formulations plus anciennes étaient plus souvent associées à des effets secondaires. Tous les vaccins contre l'encéphalite à tiques sont des vaccins à virus entier inactivé avec adjuvant d'alun .

## Histoire
Le premier vaccin contre le TBE a été développé en 1937. Il figure sur la liste des médicaments essentiels de l'Organisation mondiale de la santé . Il coûte 30 £ par dose au Royaume-Uni à partir de 2021. le vaccin n'est pas disponible aux États-Unis. Deux types sont disponibles en Russie et deux en Europe.